# Гидони, Григорий Иосифович
Григорий Иосифович Гидони (25 июня (7 июля) 1895, Ковна — 10 ноября 1937, Ленинград) — русский и советский художник, искусствовед, эстетик, изобретатель. Брат А. И. Гидони и Е. И. Гидони.

## Биография
Родился в семье ковенского мещанина, кандидата права Иосифа Хаимовича Гидони (1861—1916). В 1913 году окончил Ковенскую мужскую графа Платова гимназию. В 1913—1914 годах в Париже слушал лекции на литературном факультете университета, а также посещал уроки Фернана Кормона в Национальной школе изящных искусств. С лета 1914 года — в Петрограде. Вначале поступил на экономическое отделение Петроградского политехнического института, а с 1915 по 1917 учился на юридическом факультете Петроградского Университета. Последнее совмещал с занятиями в Рисовальной школе Императорского общества поощрения художеств у Н. К. Рериха (композиция) и И. Я. Билибина (графика). Как график дебютировал в 1915 году в журнале «Вершины», исполнив ряд графических рисунков и украшений в мирискуссническом стиле. С января 1917 года — сотрудник журнала «Аполлон». В 1919 году иллюстрировал первый вариант сборника Г. В. Иванова «Сады». В 1920 году вместе с В. В. Лебедевым, В. И. Козлинским и др. создавал плакаты для «Петербург-РОСТА». 18 марта 1920 года в Оперном театре Народного дома была поставлена пьеса Гидони «Гибель Коммуны».
В 1920—1930 годах Гидони создал множество станковых графических работ, ставших классикой ленинградского искусства графики того времени.

Проспект 25 Октября на линогравюре из серии «Современный Ленинград»

Исполнил серии пейзажей Павловска (карандаш, 1923), Ленинграда (линогравюры, изданы в альбоме «Современный Ленинград», Л. 1929), Детского Села (линогравюры, изданы в альбоме «Dietskoye Sielo. The residence of the last Tsar», Л., 1929), Петергофа (рисунки на камне, изданы в альбоме «Петергоф», Л., 1931), графические портреты на линолеуме — Д. Г. Левицкого, Г. Курбе, Ш. Бодлера, В. Н. Давыдова, В. А. Пяста, Н. Н. Ходотова, Е. П. Корчагиной-Александровской, В. В. Холодной (все до 1923 г.), Л. Н. Толстого (1924—1928), А. М. Горького (1928, 1930) и ряда других, многочисленные портретные экслибрисы для библиотек выдающихся ученых, известных библиофилов (часть из них факсимильно воспроизведены в книге «Портретно-иконографические книжные знаки» (1916—1933)", Л., 1934), издательские марки, иллюстрации к произведениям Петрония Арбитра («Матрона из Эфеса», гравюры на дереве, Л., 1923), А. С. Пушкина («Каменный гость», гравюры на дереве, Л., 1931; «Леда», гравюры на дереве, Л., 1933; «Фавн и пастушка», гравюры на дереве, Л., 1933; «Гавриилиада», барельефы на слоновой кости, 1936; «Сказка о попе и работнике его Балде», гравюры на дереве, 1937). Начиная с 1922 года, работы Гидони экспонировались на советских и зарубежных выставках. Сегодня они хранятся в Русском Музее, в ГМИИ им. Пушкина,  в Ярославском художественном музее, в Государственном литературном музее, в Музее Анны Ахматовой в Фонтанном доме, в Пушкинском Доме.

## Искусство света и цвета
В 1916 году в рамках статьи для журнала «Аполлон» Гидони начинает исследование творчества Эль Греко. Десятилетием позже братья Тур об этом рассказывали так:
Изобретатель, о котором мы пишем, десять лет тому назад в дождливый осенний вечер <...> увидел картину «Толедо в грозу». Его глаза ослепило на миг гальваническое серебро озер, оттененное фиолетовыми тонами испанской ночи и перечеркнутое коленчатой судорогой молнии, неистовой и как бы звучащей. Картина, переполненная страстью и электричеством, была творение Эль-Греко, счастливого мученика красок и великолепого сына неизв. венецианского капитана. Этим давним часом у прохожего, у изобретателя, у Гидони родилась мысль, созревшая потом в новое искусство. Искусство, в котором электричество создает свет и краску.
В 1919—1920 годах изобретает аппарат, в котором использована транспарентная проекция: источники света просвечивают сквозь экран, значительно усиливая яркость краски. Интенсивность и цветность светового потока управляются системой специальных цифровых кодов.
1925 год. 15 июня в ГИИИ читает доклад «Свето-оркестр, или использование света в применении к музыке», а 27 июля — «Свето-красочность как особый вид искусства». В июле Г. М. Римский-Корсаков расшифровывает строку Luce в «Прометее» А. Н. Скрябина по системе Гидони. В сентябре в Большом театре обсуждается вопрос о применении аппарата Гидони для получения свето-красочных изображений на сцене.
В 1926 году совместно со скульптором Н. С. Могилевским создает модель светового памятника В. И. Ленину.
В 1927 году создает модель свето-памятника Октябрьской революции. Она выставляется на юбилейной сессии ЦИК СССР в Ленинграде с 15 по 20 октября.
26 мая 1928 года в большом конференц-зале Академии Наук СССР читает доклад о «Новом искусстве света и цвета» и проводит со своими аппаратами его «первый вечер». В программе три отделения: свето музыка, свето-декламация и пение (с участием Н. Н. Рождественского и В. А. Пяста), свето-хореография. В перерывах — «демонстрация первого сооружения свето-архитектуры, модели свето-театра нового искусства». В ноябре 1928 года Гидони выполняет визуализацию исполнительской структуры одного из стихотвеорений Бер-Гофмана для С. И. Бернштейна и его коллег в ГИИИ.
В 1930 году издает в Ленинграде книгу «Искусство света и цвета». В ней он определяет его как искусство, освобождающее свет и цвет от оков формы, выводящее их из плоскости картины в пространство, как искусство во времени, которое в синтезе с музыкой или театральным действием усиливает их эмоционально-эстетическое воздействие. В практической области он предлагает отказаться от проэцирования света на ограниченный в пространстве экран, и при исполнении музыкального или театрального произведения использовать все пространство зрительного зала, погружая его таким образом в «фотосферу».
В 1930-е гг. продолжает заниматься теорией и практикой искусства света и цвета. В 1931 году запатентован его распределительный пульт, в это же время создает Лабораторию искусства света и цвета и добивается её принятия в число членов Всесоюзной ассоциации лабораторий осветительной техники, привлекается к работам в области светомузыки ГОИ, в 1933 году издает «Диалог на отдельном листе об искусстве света и цвета», создает и публикует световые партии к стихам А. С. Пушкина.
Некоторые исследователи (В. В. Ванслов, Б. М. Галеев) творчества Гидони отмечали, что в своем отрицании возможностей классической станковой живописи он был близок к нигилистическим позициям ЛЕФа. Однако очевидно, что подход Гидони к задачам искусства света и цвета и их практическому решению во многом определялся эстетическим, художническим видением, сформированным петербургской дореволюционной художественной школой.

## Арест и гибель
1937 год. В постановлении об избрании меры пресечения и предъявления обвинения от 9 октября, составленном сотрудниками IV отдела УНКВД ЛО, сержантом ГБ Ю. Е. Ленгреном, лейтенантом ГБ М. Я. Резником и нач. IV отдела, капитаном ГБ Г. Г. Карповым, обвиняется в участии в «шпионско-диверсион. организации действующей на терр. СССР в пользу Японии». Арестован 11 октября. При обыске изъятые переписка, фотокарточки, личные бумаги «уничтожены путем сожжения». Заключен в ленинградскую тюрьму ГУГБ. Так называемый «признательный» протокол допроса датирован 17 октября и подписан лейтенантом ГБ М. Я. Резником и оперуполномоченным IV отдела Михайловым. После 17 октября учётным отделом внесен в список «японских шпионов, диверсантов, террористов и вредителей» № 6. Список утвержден малой двойкой, а 2 ноября — большой двойкой. В предписании на расстрел по списку «Харбинцы» № 6, подписанном 9 ноября нач. УНКВД ЛО Л. М. Заковским и нач. отдела УГБ Егоровым, значится 33-м из 50. Расстрелян 10 ноября. Акт о приведении приговора в исполнение подписан комендантом УНКВД ЛО А. Р. Поликарповым. Возможное место погребения — Левашовская пустошь.
Реабилитирован по определению Военного трибунала Ленинградского военного округа 18 ноября 1957 года за отсутствием состава преступления.
27 ноября 2016 года в Санкт-Петербурге на фасаде дома 28 по набережной реки Фонтанки был установлен мемориальный знак «Последний адрес» Григория Иосифовича Гидони.

## Семья
- Первая жена — Елена Хаимовна Талан (ок. 1899 — ?)
- Вторая жена — Вера Ивановна Раман (1904—1952)
- Сын — Клер Гидони (1927—1942)
- Сын —      Гидони (1928 — ок. 1931)
- Сын — Александр Гидони (1936—1989)
- Внук — Юрий Гидони (George Guidoni, род. 1962)

### Неизданное
- Доменико Эль Греко. Жизнь и творчество в 2 частях, с 2 офортами, 45 воспроизведениями и 24 гравюрами на дереве Г. И. Гидони и со свето-цветовым каталогом произведений мастера.
- Рембрандт — портретист. Неизвестный автопортрет Рембрандта в Гос. Эрмитаже с 5 гравюрами на дереве и 14 воспроизведениями автопортретов Рембрандта.
- Трактат о живописи. Леонардо да Винчи. Перевод с издания 1651 г. с примечаниями, библиографическим указателем и предисловием.
- L. Le Nain. Художник крестьянской Франции. С 5 иллюстрациями.
- Э. Манэ. К столетию со дня рождения мастера.
- К. Чюрлянис. Достижения художника и искания творца.
- Электричество в современном театре.
- Кризис современных театра и драматургии и проблема света в театре.